# Alexander Hoffmann (Politiker)

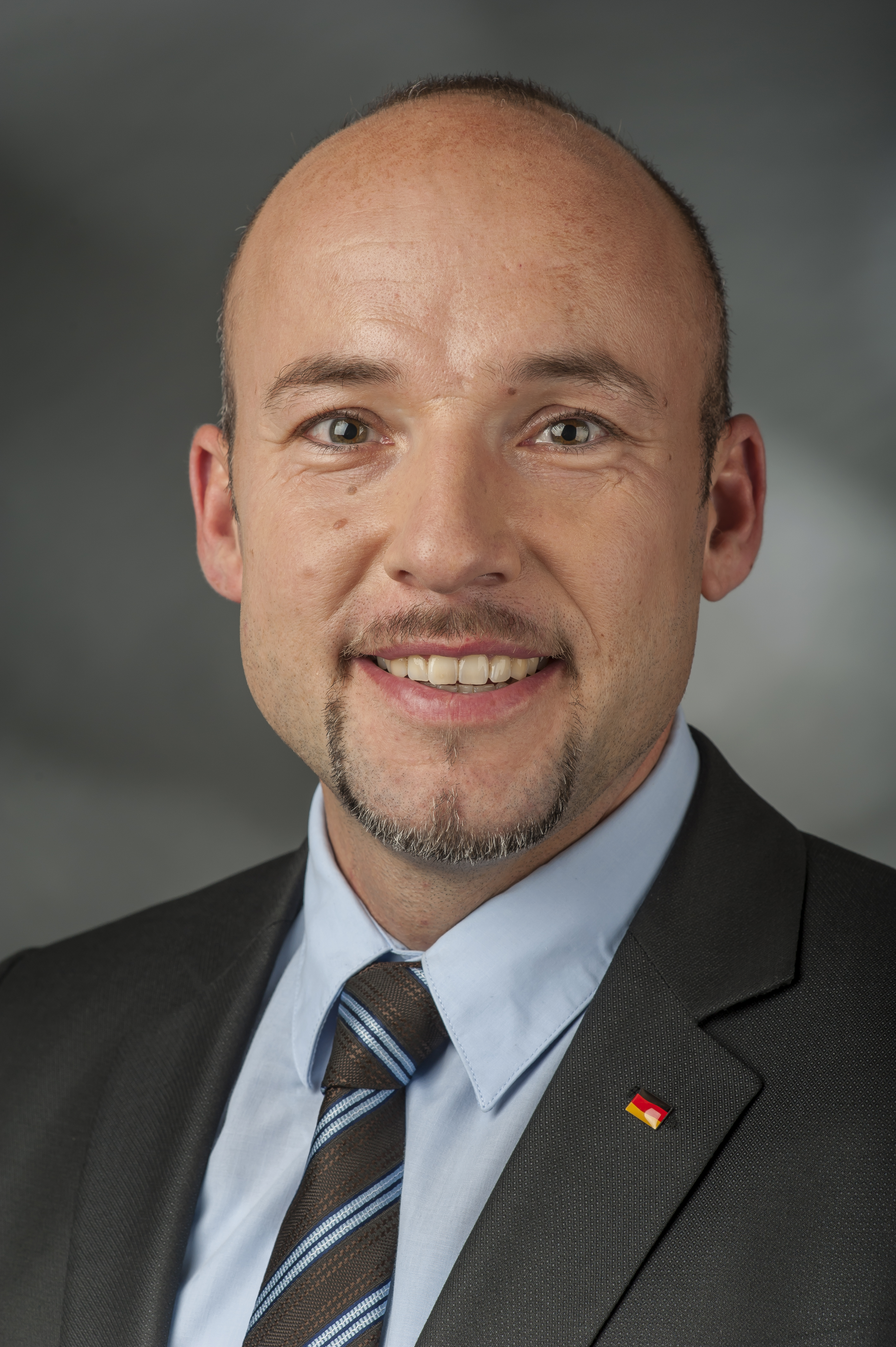
Alexander Hoffmann (2014)

Alexander Hoffmann (* 6. März 1975 in Würzburg) ist ein deutscher Politiker (CSU) und Jurist. Er ist seit 2013 Mitglied des Deutschen Bundestages und seit 2025 Vorsitzender der dortigen CSU-Landesgruppe. Zuvor war er ab März 2024 deren parlamentarischer Geschäftsführer.

## Leben und Beruf
Hoffmann wuchs als Sohn eines Richters in Retzbach (Markt Zellingen) zusammen mit seinen drei Geschwistern auf, darunter einer Zwillingsschwester. Seine Mutter leitete den familieneigenen Betrieb.
Zunächst besuchte Hoffmann für ein Jahr die Hauptschule in Zellingen, bevor er 1987 an das Johann-Schöner-Gymnasium in Karlstadt wechselte, wo er 1996 das Abitur ablegte. 
Ab 1997 studierte er Rechtswissenschaft an der Julius-Maximilians-Universität Würzburg. Das erste juristische Staatsexamen legte er 2002 ab. Sein Referendariat leistete er am Landgericht Würzburg im OLG-Bezirk Bamberg ab. Im Herbst 2005 bestand er das zweite juristische Staatsexamen.
Von 2006 bis 2009 war Hoffmann als juristischer Staatsbeamter in der inneren Verwaltung des Freistaats Bayern tätig, zunächst bei der Regierung von Unterfranken, dann als Regierungsrat und später als Oberrechtsrat am Landratsamt Miltenberg. Dort leitete er die Abteilungen für Bauwesen, Wasserrecht, Umweltschutz und Abfallwirtschaft. Ab November 2009 war er Fachbereichsleiter der Allgemeinen Bürgerdienste bei der Stadt Würzburg.
Zudem war Hoffmann ab 2010 als Dozent tätig, unter anderem an der Bayerischen Verwaltungsschule und der Bayerischen Akademie für Verwaltungswissenschaften.

## Partei
Im Jahr 2006 trat Hoffmann der CSU bei. Er gehört seit 2008 dem Marktgemeinderat von Zellingen an, seit 2014 auch dem Kreistag des Landkreises Main-Spessart. Den CSU-Ortsverband in seinem Heimatort Retzbach leitet er seit 2009, im gleichen Jahr wurde er erstmals zum stellvertretenden Kreisvorsitzenden der CSU Main-Spessart gewählt.
Bei den Koalitionsverhandlungen 2018 und 2025 zwischen CDU, CSU und SPD zählte Hoffmann jeweils zum Verhandlungsteam der CSU. 2018 verhandelte er in der Arbeitsgruppe Wohnungsbau, Mieten, Stadtentwicklung mit, während er 2025 dem Team für Kultur und Medien angehörte. 

## Bundestag
Im Herbst 2012 nominierten die Delegierten der CSU Hoffmann im Bundestagswahlkreis Main-Spessart (Landkreise Main-Spessart und Miltenberg) zum Direktkandidaten für die Bundestagswahl 2013. Am 22. September 2013 gewann er mit 51,7 Prozent der Erststimmen das Direktmandat. Für die Unionsfraktion saß Hoffmann in der 18. Legislaturperiode als ordentliches Mitglied im Ausschuss für Recht und Verbraucherschutz.
Bei der Bundestagswahl 2017 gewann er mit 46,6 Prozent erneut das Direktmandat seines Wahlkreises. Im 19. Deutschen Bundestag war Hoffmann Vorsitzender des Unterausschusses Bürgerschaftliches Engagement und ordentliches Mitglied im Ausschuss für Recht und Verbraucherschutz. Zudem gehörte er als stellvertretendes Mitglied dem Ausschuss für Inneres und Heimat, sowie dem Ausschuss für Familie, Senioren, Frauen und Jugend an.
Das Direktmandat konnte er bei der Bundestagswahl 2021 mit 38,6 Prozent der Erststimmen erneut verteidigen. Am 24. März 2022 wurde er zum Mitglied des Parlamentarischen Kontrollgremiums zur Kontrolle der Nachrichtendienste des Bundes gewählt. Außerdem war er Mitglied der deutsch-türkischen Parlamentariergruppe. Am 18. März 2024 wurde er als Nachfolger von Stefan Müller zum parlamentarischen Geschäftsführer der CSU-Landesgruppe im Deutschen Bundestag gewählt.
Im Bundestagswahlkreis Main-Spessart sicherte sich Hoffmann bei der vorgezogenen Bundestagswahl 2025 mit 45,5 Prozent der Erststimmen erneut das Direktmandat und zog in den 21. Deutschen Bundestag ein. Am 5. Mai 2025 wurde er als Nachfolger von Alexander Dobrindt zum Vorsitzenden der CSU-Landesgruppe und damit zum ersten Stellvertreter des Vorsitzenden der CDU/CSU-Fraktion im Deutschen Bundestag gewählt. Sein Nachfolger als Parlamentarischer Geschäftsführer der CSU im Bundestag wurde der Abgeordnete Reinhard Brandl. Hoffmann gehört dem Wahlausschuss des Bundestags an sowie dem gemeinsamen Ausschuss von Bundestag und Bundesrat.

## Positionen
Hoffmann engagierte sich für TTIP sowie für die Unterstützung Israels einschließlich von Waffenlieferungen.

## Privates
Hoffmann ist römisch-katholischer Konfession. Er ist verheiratet, Vater eines Sohnes und hat eine Pflegetochter. Zudem ist er Mitglied der katholischen Studentenverbindung KStV Normannia Würzburg.